# Patrick D. McTaggart-Cowan
Patrick Duncan McTaggart-Cowan (31 mai 1912 - 11 octobre 1997) est un météorologue canadien et le premier président de l'Université Simon Fraser.

## Reconnaissance
En 1967, Patrick D. McTaggart-Cowan a reçu la médaille du centenaire du Canada. En 1979, il a été fait Officier de l'Ordre du Canada pour ses « réalisations internationalement reconnues en matière de météorologie ». Il a aussi reçu sept doctorats honorifiques.